# Corambe testudinaria
Corambe testudinaria P. Fischer è un mollusco nudibranchio della famiglia Corambidae.
Il nome deriva dalla forma della parte dorsale simile al carapace di una testuggine.